# Glareola nordmanni

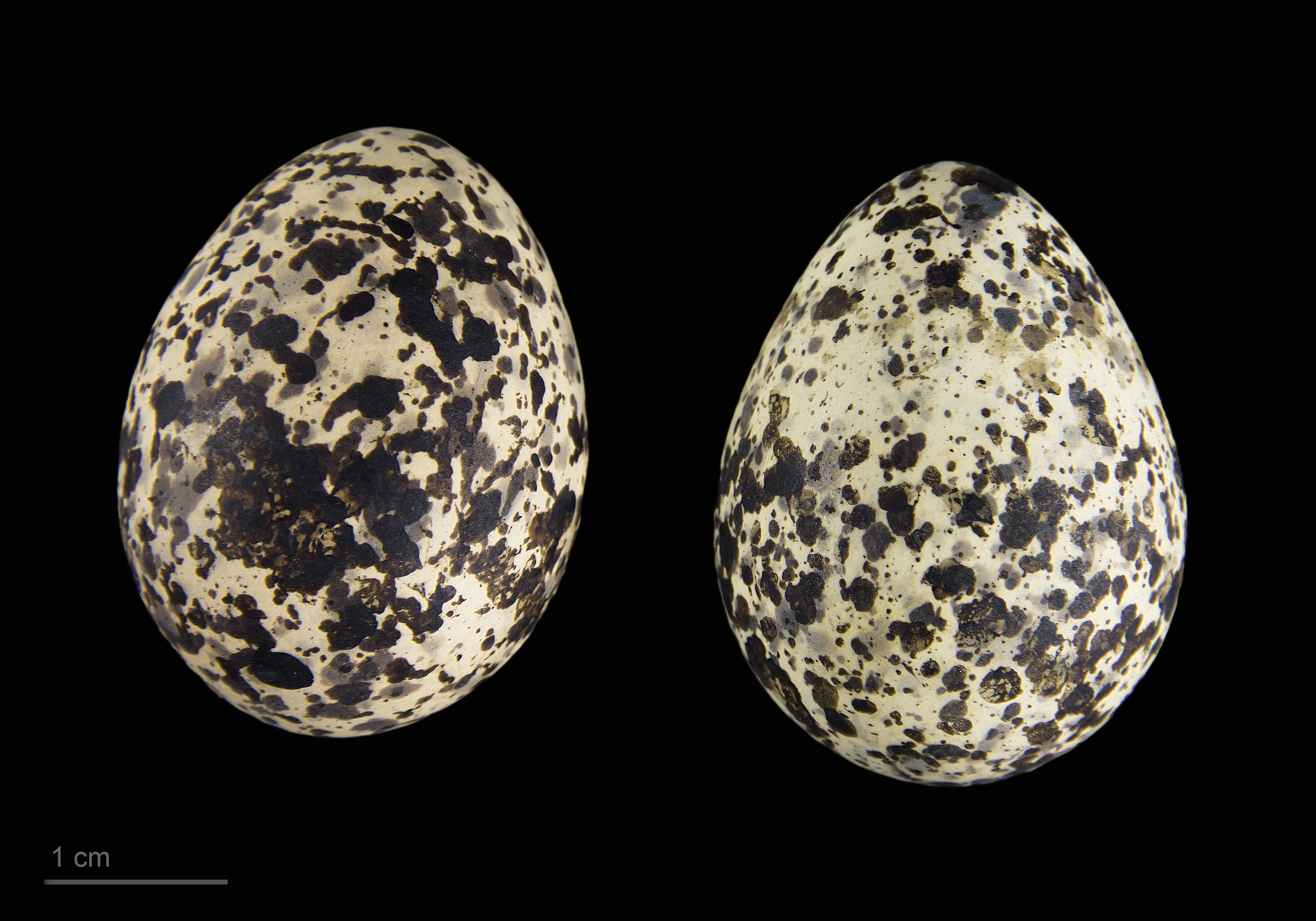
Glareola nordmanni - MHNT

La canastera alinegra (Glareola nordmanni) es una especie de ave caradriforme de la familia Glareolidae. Es habitante del litoral y está adaptada a alimentarse en el aire de insectos, como una golondrina; también caza insectos en el suelo.
La canastera alinegra cría de las zonas más cálidas del este de Europa y sudoeste de Asia, y es rara al norte y al oeste de su área de nidificación. Es migratoria, invernando en África tropical, 
Tiene grandes ojos, un pico de base ancha, alas largas y estrechas, cola bifurcada y patas bastante largas. La parte inferior negra de las alas se hace visible en vuelo, el cual es ágil y veloz
Es muy sociable, alimentándose en bandadas, y es muy activa durante el crepúsculo y el alba. En la estación de cría forma bandadas en los márgenes de los lagos y pantanos esteparios con vegetación poco alta o solo barro. Descansa y anida en tierra, donde su coloración la camufla en el barro o el suelo.